# Antonio Rinaldi
Antonio Rinaldi (1709, Palermo – 10. dubna 1794, Řím) byl italský architekt působící v ruských carských službách.

## Život a činnost
Rinaldi se vyučil v rodném Římě u Lugiho Vanvitelli. V roce 1751 jej hetman Razumovský povolal do Baturynu, aby zde v letech 1752 až 1753 vystavěl jeho sídlo. Od roku 1755 Rinaldi pracoval v Petrohradu. V roce 1756 se stal dvorním architektem následníka carského trůnu, Petra III., v jehož službách vystavěl několik budov v Oranienbaumu. Jeho architektura až doposud pokračovala v tradici rokoka, prvním impulsem k jeho příklonu ke klasicismu byl teprve vliv ruských architektů.
V dalších letech získal ohromné zakázky od Kateřina II. a Grigorije Grigorjeviče Orlova. Vystavěl tak například Kateřinskou katedrálu v tehdejším Jamburgu (dnešní Kingisepp) a pro Orlova Mramorový palác v Petrohradu a rozlehlý palácový komplex v Gatčině.
Roku 1784 se Rinaldi vrátil zpět Itálie. Roku 1764 započatou výstavbu katedrály svatého Izáka v Petrohradu nedokončil a po roce 1798 projekt převzal jeho krajan Vincenzo Brenna, avšak již roku 1818 byl chrám nahrazen novou monumentální stavbou.
Za své architektonické zásluhy byl Rinaldovi v Gatčinském paláci kolem roku 1782 odhalen mramorový medailon od Fedota Ivanoviče Šubina.

## Galerie

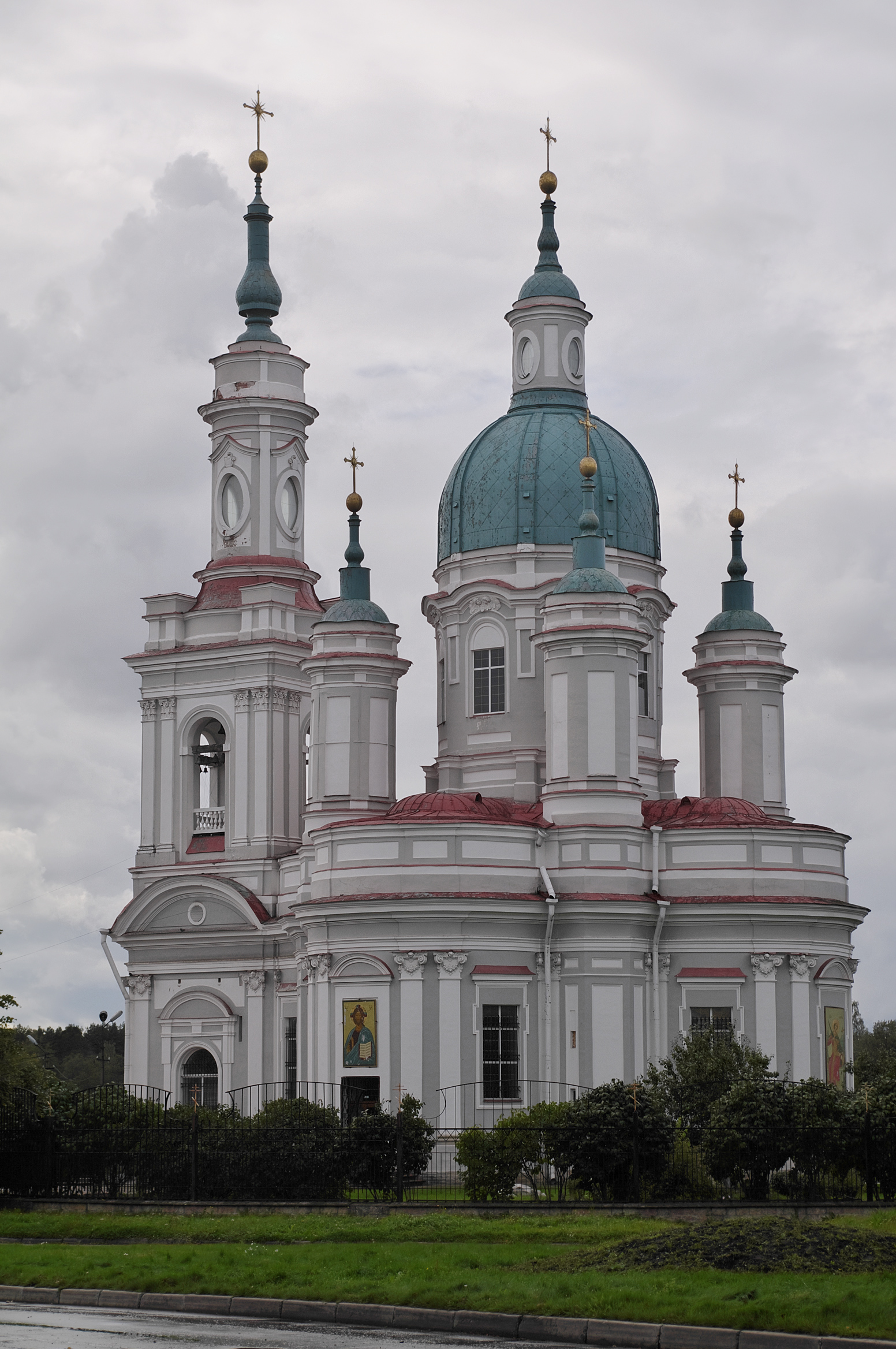
Chrám sv. Kateřiny v Kingiseppu
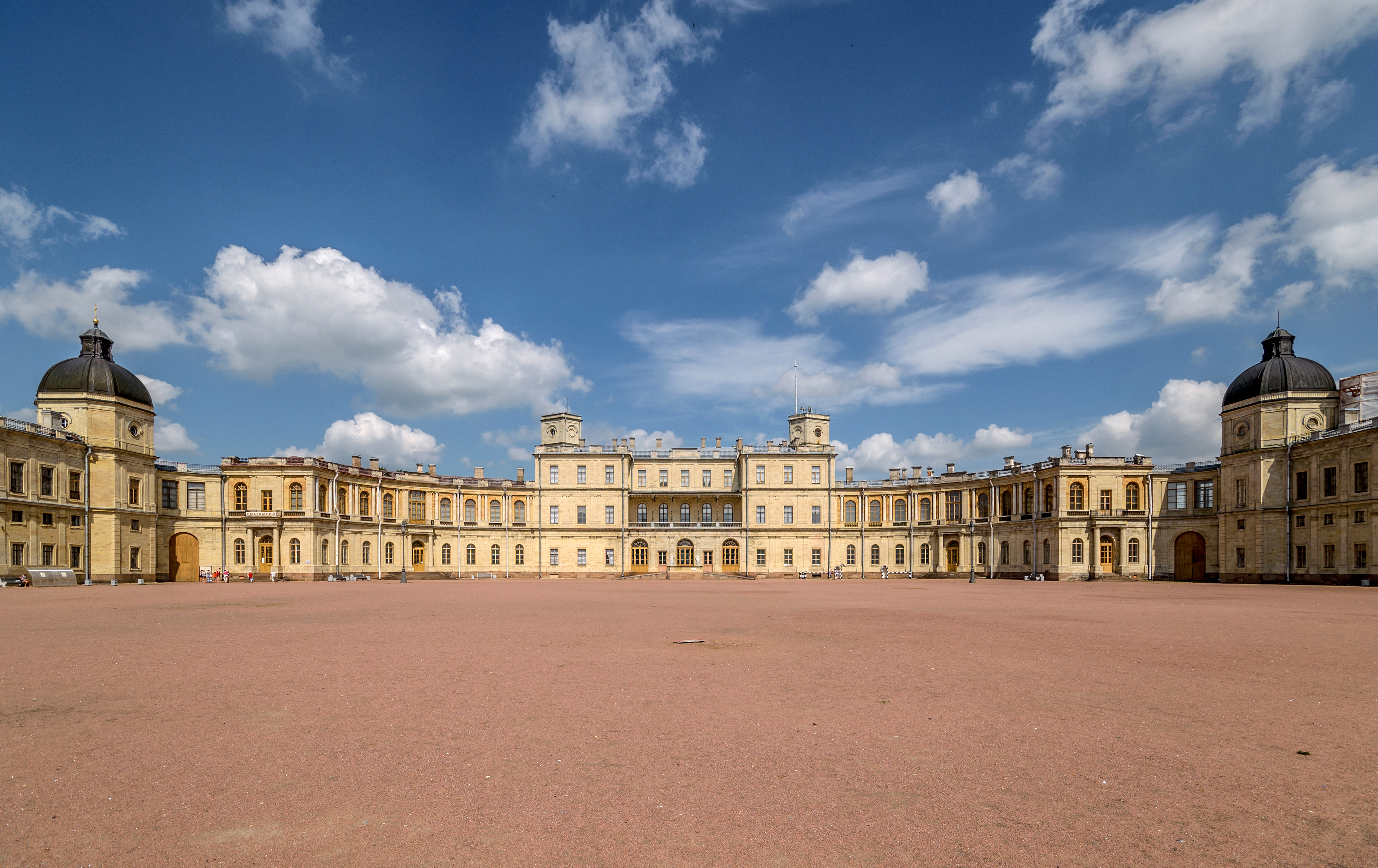
Velkolepý Gatčinský palác